# Количівка
Количі́вка — село в Україні, у Іванівській сільській громаді Чернігівського району Чернігівської області. До 2020 року орган місцевого самоврядування — Іванівська сільська рада.
Населення становить 1468 осіб.
Село постраждало внаслідок геноциду українського народу, проведеного урядом СРСР 1932—1933.

## Географія
На південному заході від села бере початок річка Мамша, права притока Вздвижу.
Через село протікає річка Коренівка, ліва притока Угора.

## Історія
Церква в Количівці збудована в 1788 році[джерело?].
За даними на 1859 рік у казенному, козацькому й власницькому селі Чернігівського повіту Чернігівської губернії мешкало 596 осіб (302 чоловічої статі та 294 — жіночої), налічувалось 107 дворових господарств, існувала православна церква.
Станом на 1886 у колишньому державному й власницькому селі Янівської волості мешкало 632 особи налічувалось 155 дворових господарств, існували православна церква, 3 постоялих будинки, 16 вітряних млинів, маслобійний завод.
За переписом 1897 року кількість мешканців зросла до 1108 осіб (525 чоловічої статі та 583 — жіночої), з яких 1093 — православної віри.
12 червня 2020 року, відповідно до розпорядження Кабінету Міністрів України № 730-р «Про визначення адміністративних центрів та затвердження територій територіальних громад Чернігівської області», увійшло до складу Іванівської сільської громади.
17 липня 2020 року, в результаті адміністративно - територіальної реформи та ліквідації колишнього Чернігівського району, село увійшло до складу новоутвореного Чернігівського району Чернігівської області.

### Війна 2022 року
Під час російського вторгнення село було захоплене російськими загарбниками.
3 квітня 2022 року село було звільнене від окупантів.

## Населення

### Мова
Розподіл населення за рідною мовою за даними перепису 2001 року:
| Мова            | Кількість | Відсоток |
| --------------- | --------- | -------- |
| українська      | 1431      | 97.48%   |
| російська       | 30        | 2.04%    |
| білоруська      | 5         | 0.34%    |
| інші/не вказали | 2         | 0.14%    |
| Усього          | 1468      | 100%     |

## Голодомор
Село постраждало внаслідок геноциду українців 1932-33, до якого вдалася влада СРСР через масовий опір населення окупованих територій УНР. 1932 у селі пройшли акції масової непокори окупантам, найбільше комсомольцям та прокоммуністичним активістам, які грабували соціально вразливі верстви села.
З огляду на запеклий спротив незаконній конфіскації продуктів, за поданням Чернігівського райкому КПУ, село занесено на чорну дошку — піддано тортурам голодом.
Количівка — один із 13-ти населених пунктів Чернігівського району, які були занесені окупаційною владою на чорну дошку, пережило психози на ґрунті глибокого голодування, масові смерті від інфекційних хвороб та голодного шоку.

## Транспорт

Станція Количівка

Через село проходить залізниця (Чернігів-Ніжин-Київ) та автотраса Чернігів-Київ.

## Сучасний стан
У селі в часи радянської окупації існував аеродром. Після 2000-х тут проходять різні авіаційні заходи. Так у 2009 році проходили змагання із запускання повітряних зміїв, у 2011 році проходив Чемпіонат України з мотопарапланерного спорту. У 2012 році проходили змагання Кубка України і відкритий кубок Чернігова з авіамодельного спорту.

## Цікаві факти
Родинне фермерське господарство "Сонячна земля" робить трав’яні чаї за авторськими рецептами, в тому числі хріновий чай.

## Галерея

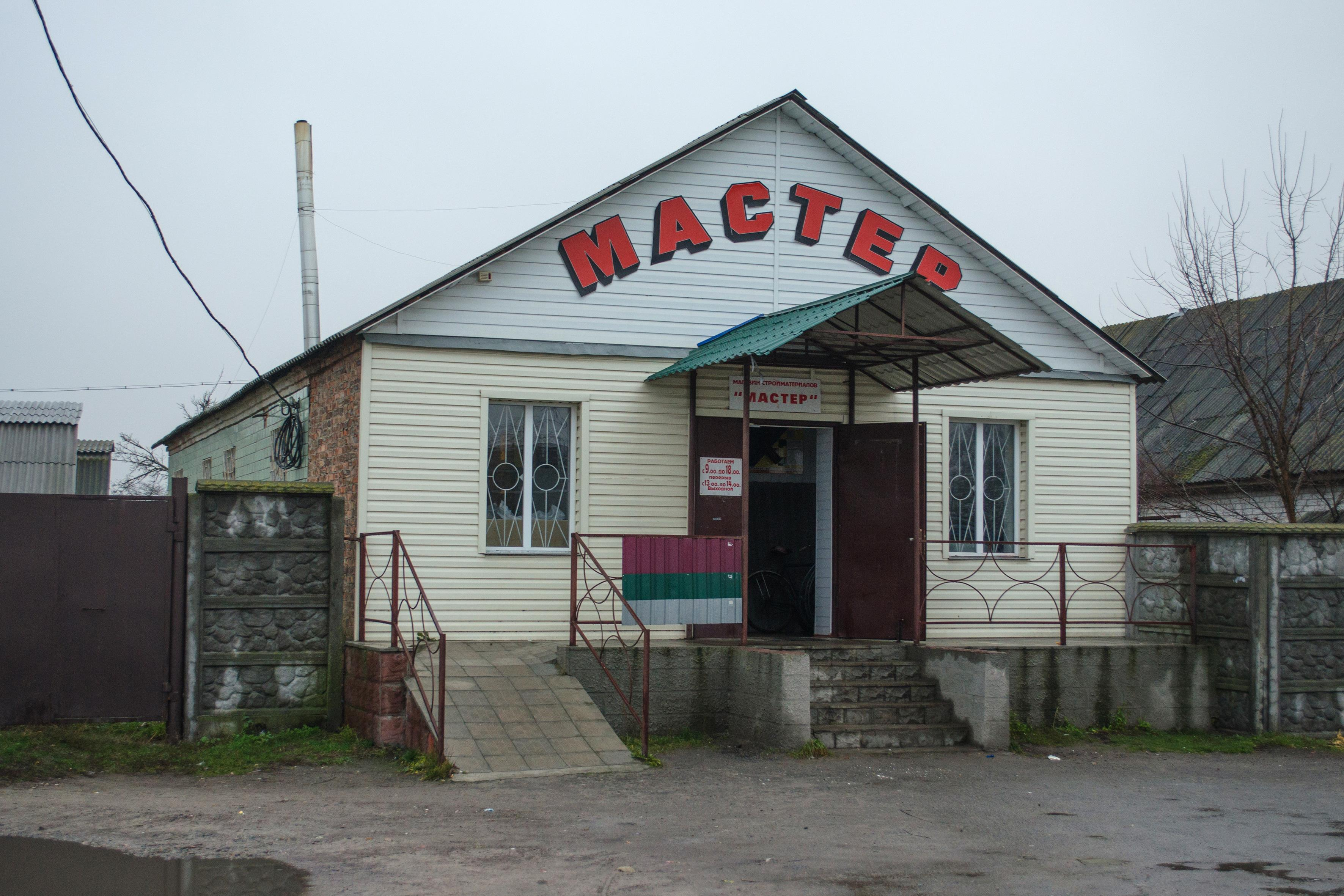
магазин
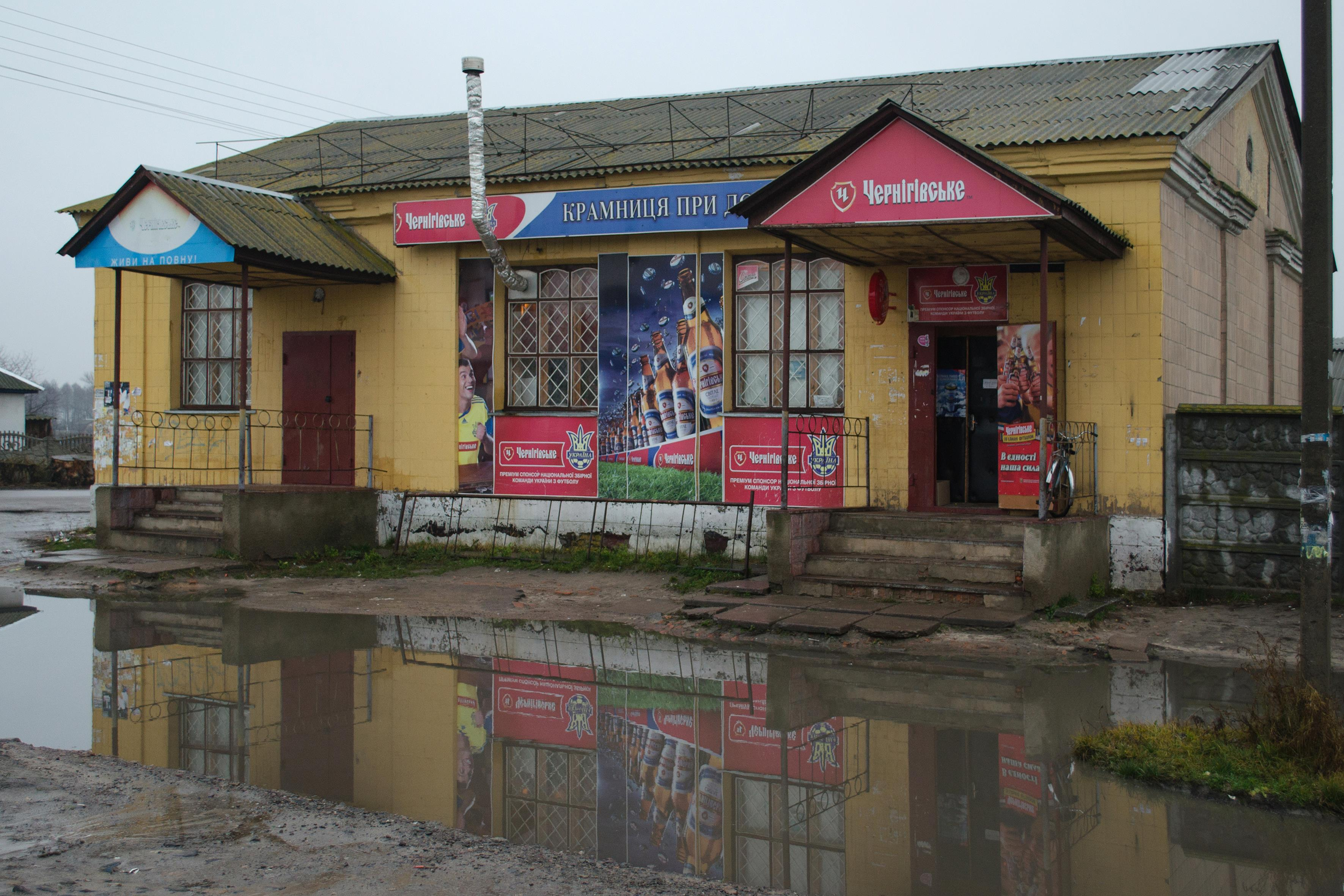
Крамниця
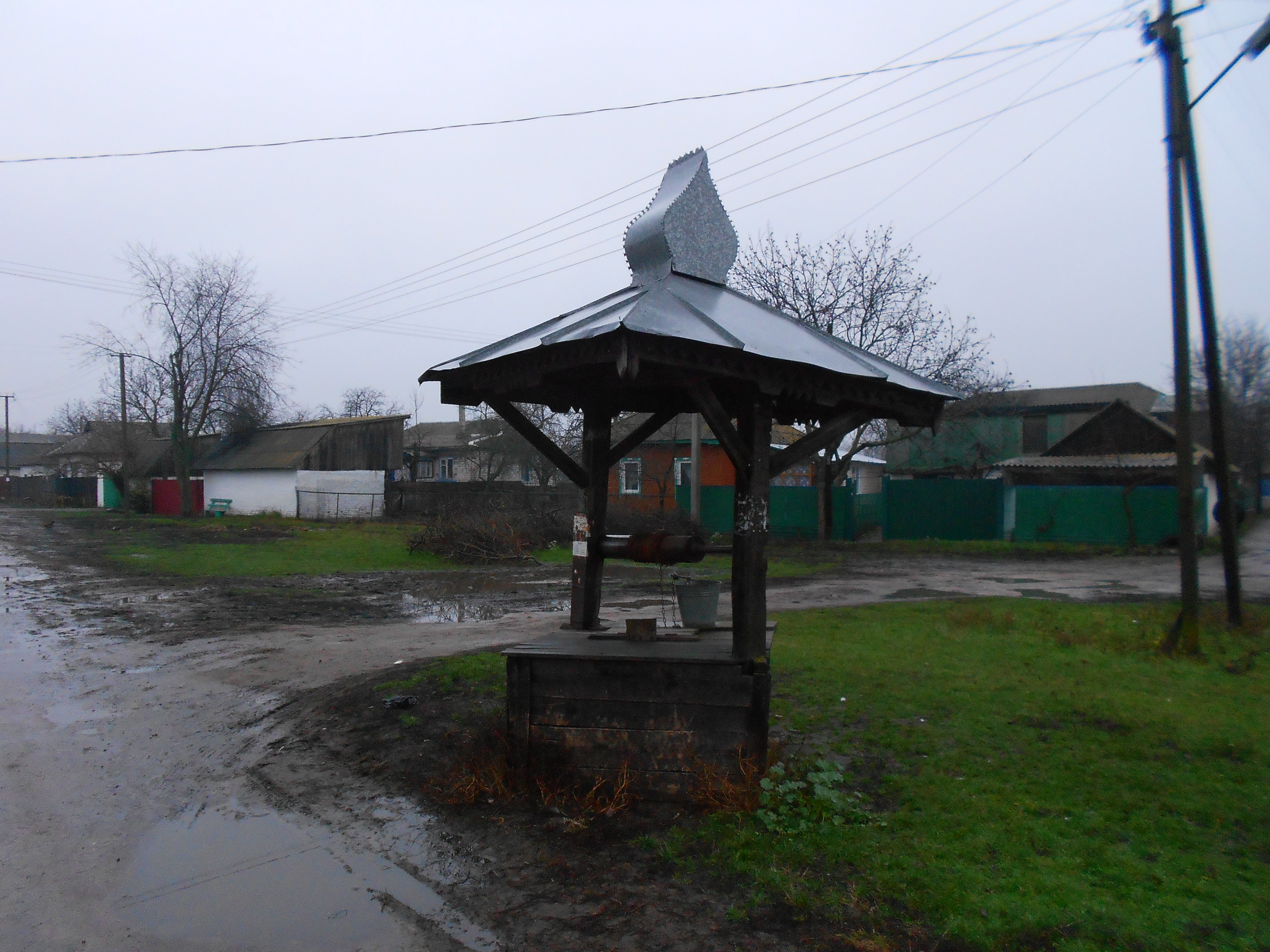
Криниця
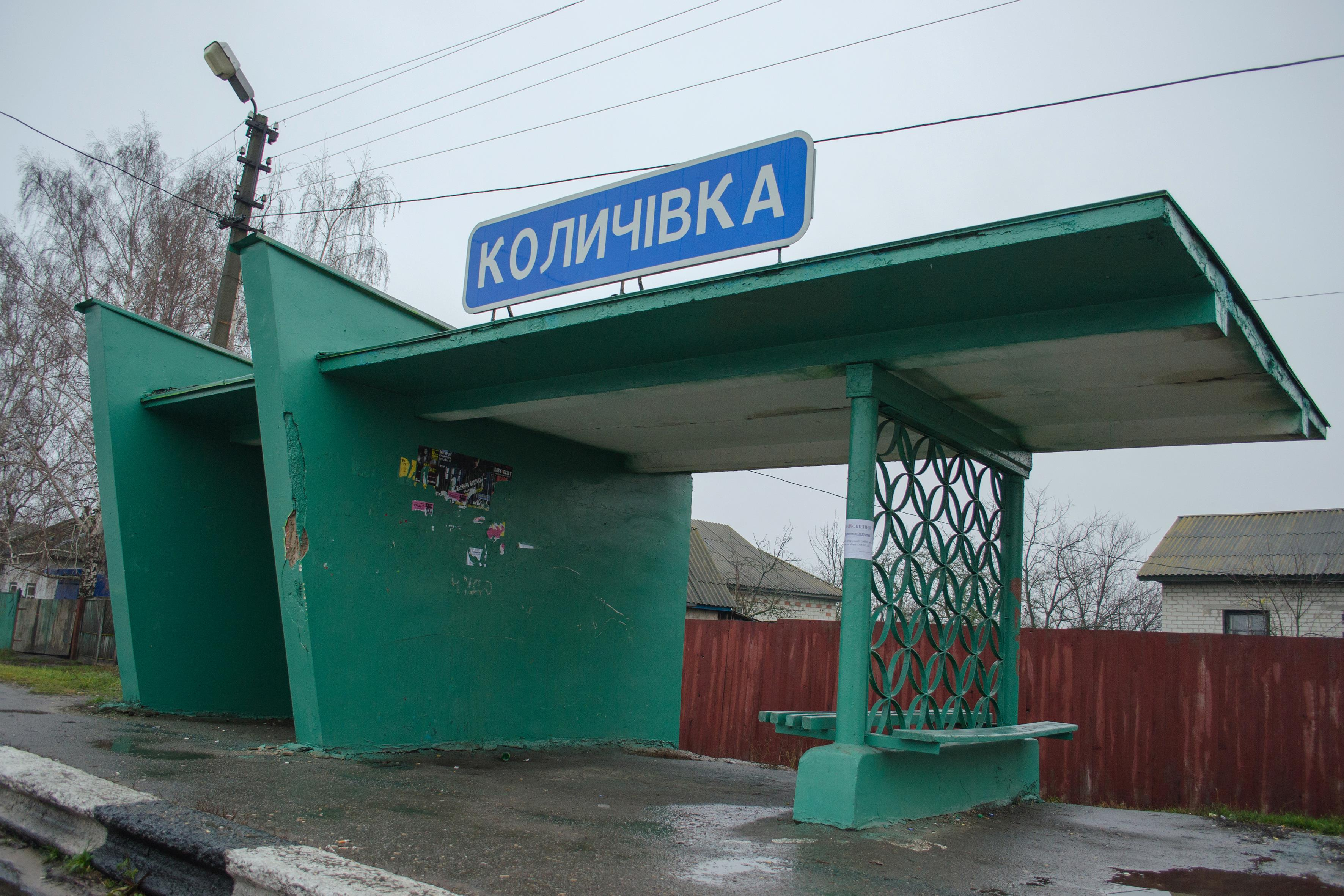
автобусна зупинка
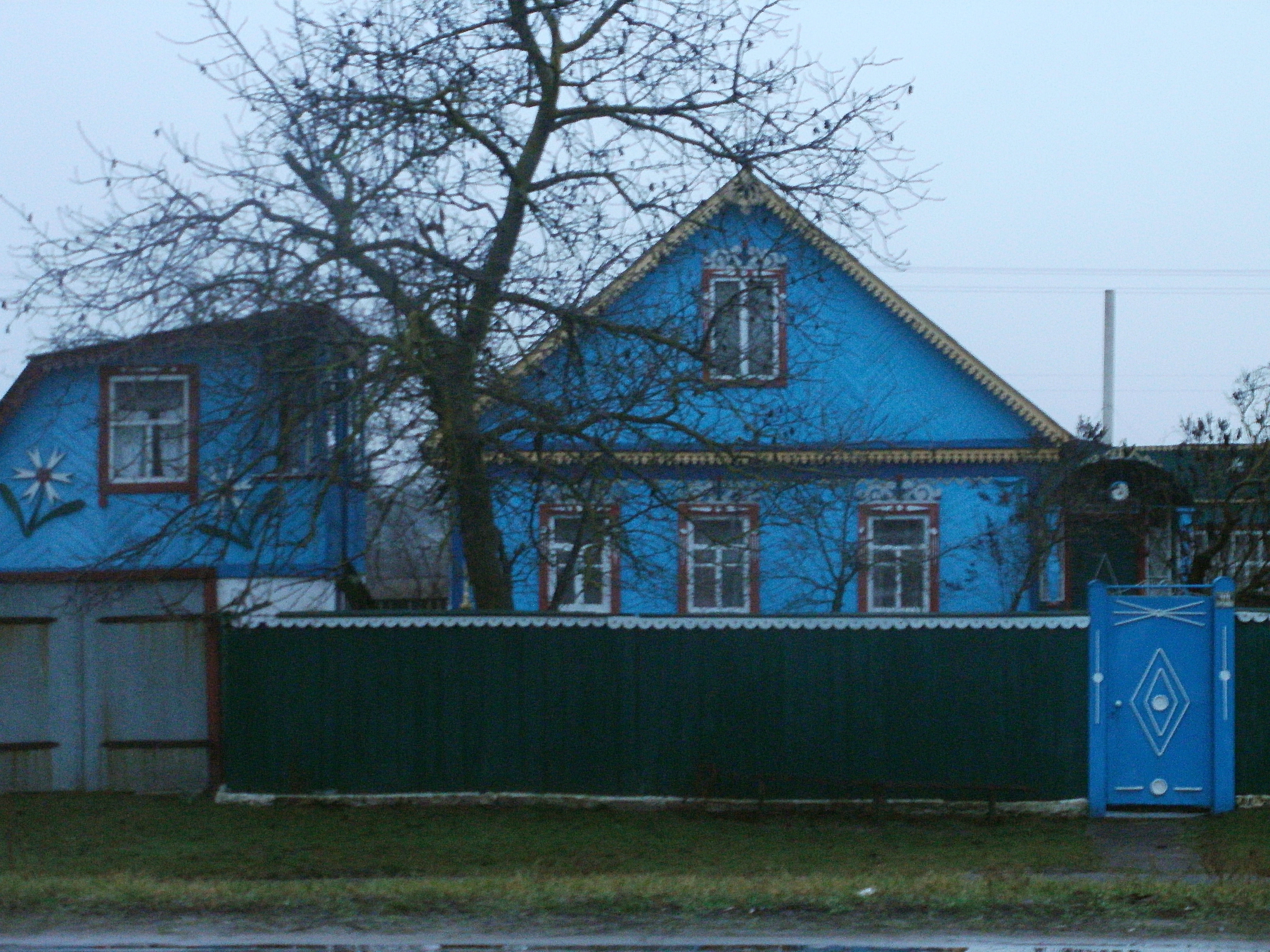
типові хати
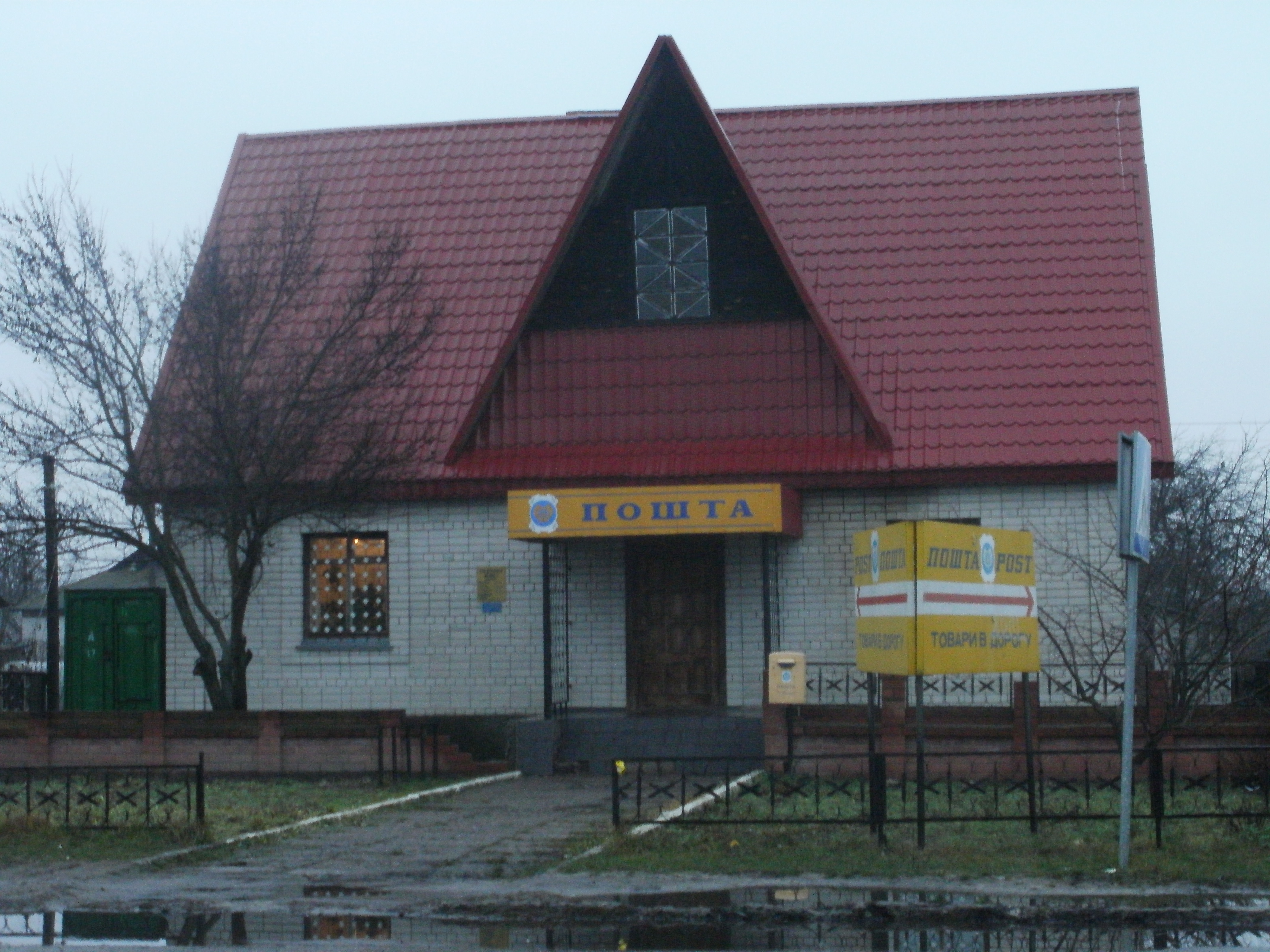
пошта
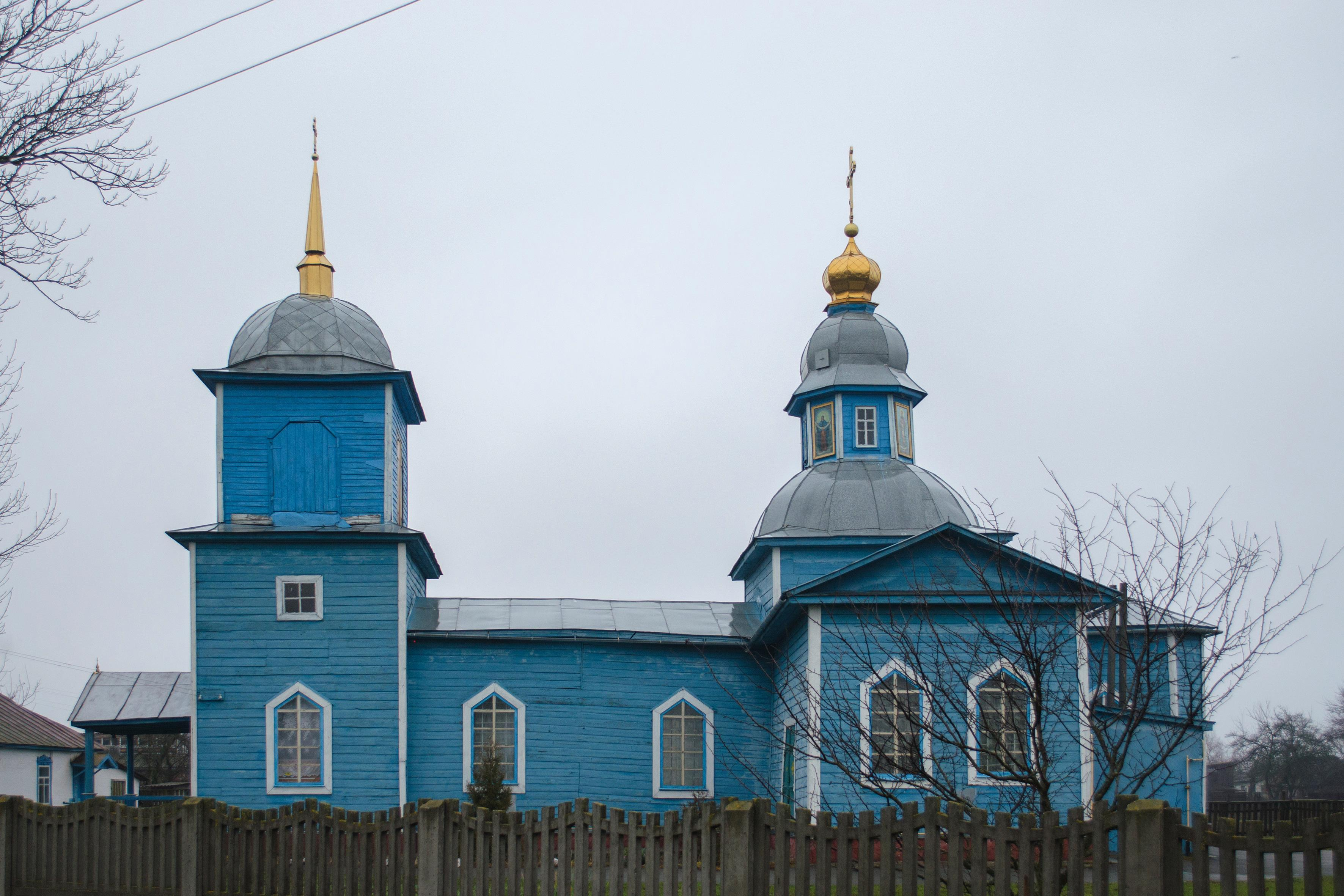
церква
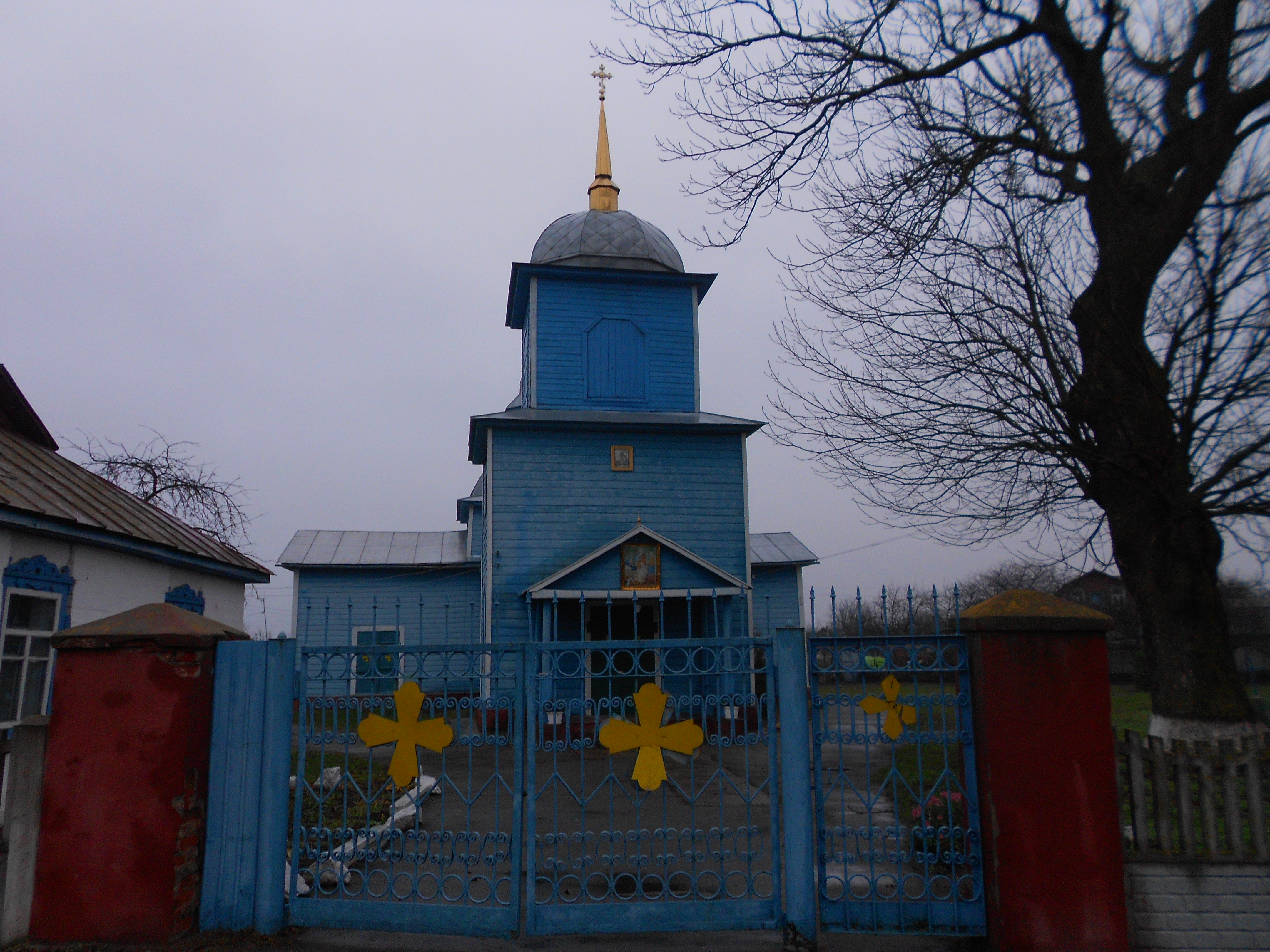
церква
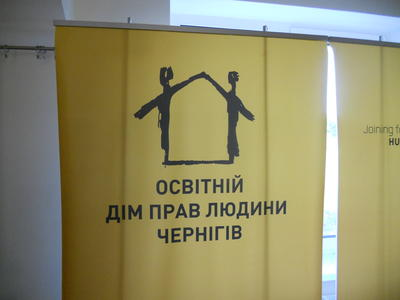
Чернігівський освітній дім прав людини
Меморіальна дошка